# Primarias presidenciales republicanas de Colorado de 2024
Las primarias presidenciales republicanas de Colorado de 2024 se celebraron el 5 de marzo de dicho año, como parte de las primarias del Partido Republicano para las elecciones presidenciales de 2024.
Se asignaron 37 delegados a la Convención Nacional Republicana de 2024 según el criterio de “el ganador se lleva la mayoría”.

## Resultados
| Candidato                  | Votos   | %     | Delegados |
| -------------------------- | ------- | ----- | --------- |
| Donald Trump               | 549,049 | 63,36 | 24        |
| Nikki Haley                | 289,318 | 33,39 | 13        |
| Ron DeSantis (retirado)    | 12,576  | 1,45  | -         |
| Chris Christie (retirado)  | 7,116   | 0,82  | -         |
| Vivek Ramaswamy (retirado) | 5,033   | 0,58  | -         |
| Ryan Binkley (retirado)    | 2,181   | 0,25  | -         |
| Asa Hutchinson (retirado)  | 1,255   | 0,14  | -         |
|                            |         |       |           |
| Total                      | 866,528 | 100   | 37        |
|                            |         |       |           |
| Fuente:                    |         |       |           |